# Џорџ Бернс
Џорџ Бернс (енгл. George Burns) био је амерички глумац, рођен 20. јануара 1896. године у Њујорку, а преминуо 9. марта 1996. године у Беверли Хилсу (Калифорнија).